# Kevin Iñigo Peralta
Clodoaldo Kevin Iñigo Peralta (Villa El Salvador, 15 de septiembre de 1995) es un administrador de negocios y político peruano. Fue alcalde del distrito de Villa El Salvador desde enero del 2019 hasta diciembre del 2022 por Perú Patria Segura.

## Biografía
Nació en el Distrito de Villa El Salvador, el 15 de septiembre de 1995. Hijo de Clodoaldo Iñigo Condori y de Juana Peralta Silvera. Es hermano del alcalde Guido Iñigo Peralta.
Estudió la carrera de Administración y Negocios Internacionales en la Universidad Peruana de Ciencias Aplicadas. Labora como gerente de una corporación y de una distribuidora.

## Carrera política

### Alcalde de Villa El Salvador
En las elecciones municipales del 2018, Kevin Iñigo postuló a la alcaldía del Distrito de Villa El Salvador por Perú Patria Segura. Esto se debió a la prohibición de reelección inmediata de su hermano Guido Iñigo Peralta. Culminando los procesos electorales, Iñigo resultó elegido como alcalde de Villa El Salvador, siendo el más joven en la historia con tan solo 23 años de edad, para el periodo municipal 2019-2022 con 80,523 votos.
En su gestión, anunció la inversión del 50% de presupuesto del distrito en infraestructura. En enero del 2020, ante la tragedia del incendio ocurrido en VES, Iñigo generó polémica al no dar declaraciones sobre el suceso y responsabilizó a la gestión de su hermano por el mal estado de las pistas.
Actualmente se encuentra afiliado al partido Alianza para el Progreso desde septiembre del 2021.